# Ambra

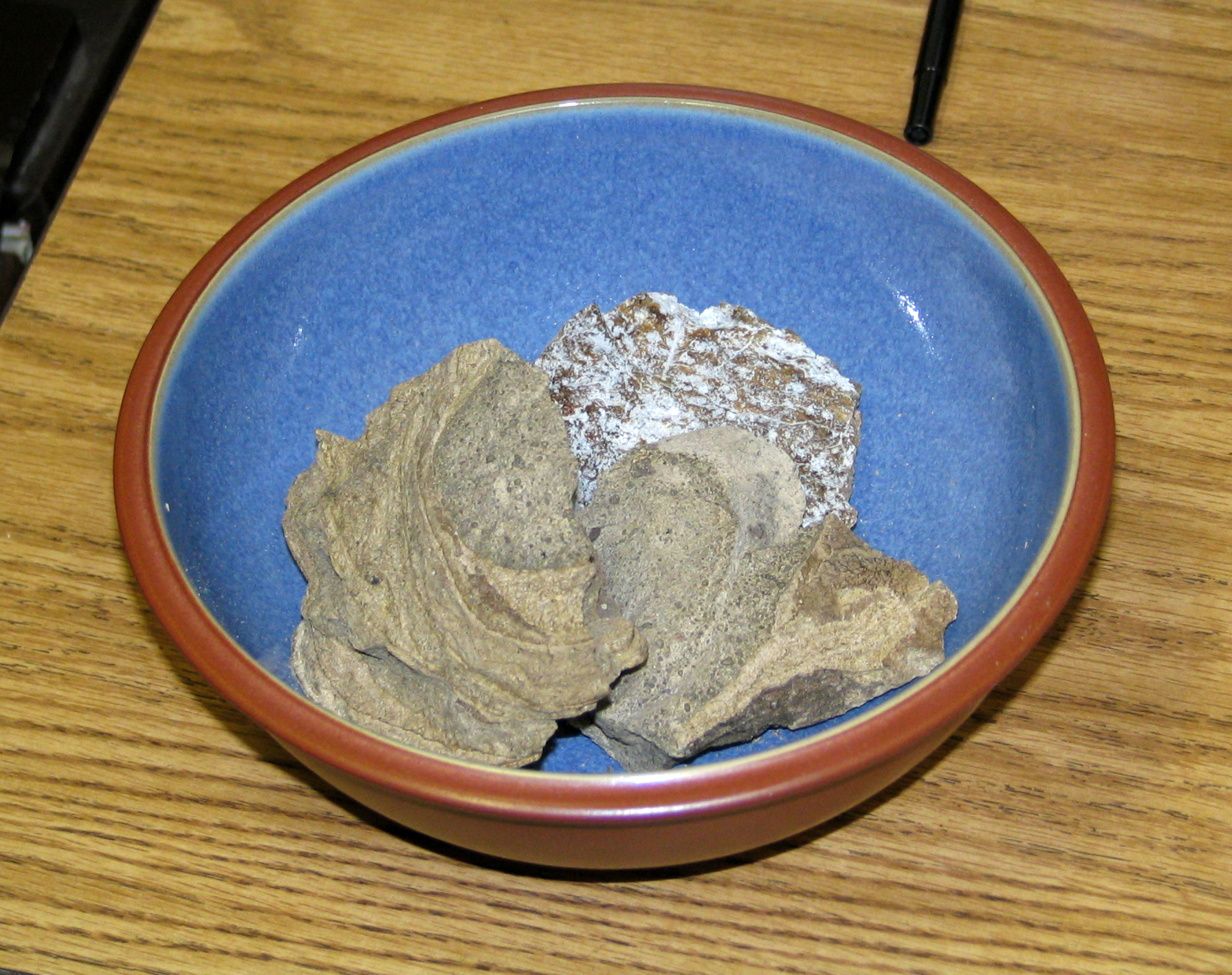
Echte Ambra eines Pottwals

Ambra oder Amber ist eine graue, wachsartige Substanz aus dem Verdauungstrakt von Pottwalen. Sie wurde früher bei der Parfümherstellung verwendet. Heute ist sie von synthetischen Substanzen weitgehend verdrängt und wird nur noch in wenigen teuren Parfüms verwendet.

## Etymologie
Die Wortformen Ambra und Amber stammen vom arabischen Wort anbar ab, das häufig wie ambar ausgesprochen wird. Die arabische Bezeichnung gilt sowohl für den Pottwal als auch für die Ausscheidung. Ambra ist auch die mittellateinische Bezeichnung, die über das Italienische ins Deutsche gelangte, während die Form Amber über französisch ambre vermittelt wurde.
Das arabische Wort anbar wurde von den Kreuzfahrern nach Europa gebracht. Schon im späten 13. Jahrhundert wurde das Wort in Europa auch zur Bezeichnung von Bernstein verwendet, möglicherweise weil Bernstein wie Ambra an Stränden angespült wird. Es ist aber nicht auszuschließen, dass trotz der gleichlautenden Bezeichnungen für Bernstein und Ambra keine etymologische Verwandtschaft besteht. Als die Verwendung von Ambra stark zurückging, bekam beispielsweise das Wort ambre im Französischen beziehungsweise amber im Englischen die Hauptbedeutung „Bernstein“. Zur sprachlichen Unterscheidung diente nun die Farbe. Bernstein wurde im Englischen früher white amber oder yellow amber genannt; Ambra wird bis heute im Französischen als ambre gris („grauer Amber“; lateinisch ambra chrysea bzw. ambra grisea) bezeichnet und als ambergris im Englischen.
Der Zusammenhang der Bezeichnungen für Ambra und Bernstein zeigt sich auch in weiteren Sprachen:
- Französisch: ambre gris (Ambra), ambre (Bernstein)
- Italienisch: ambra grigia (Ambra), ambra (Bernstein)
- Spanisch: ámbar gris (Ambra), ámbar (Bernstein)
- Englisch: ambergris (Ambra), amber (Bernstein) – daher auch Amber als englisches Fremdwort für Bernstein im Deutschen[8]

Neben dem Bernstein wurde in der alten Literatur auch Walrat (Cetaceum), weißer Liquidambar und echter flüssiger Storax als (weiße) Ambra bezeichnet. Im frühneuzeitlichen Drogenhandel wurden auch bestimmte Mixturen als Ambra bezeichnet, die unter anderem Bisam (bzw. Moschus) oder Zibet enthielten. Al-Kindī gab zudem unter dem Stichwort Amber drei Duftstoffrezepturen an, die nichts mit der Ambra zu tun hatten.

## Entstehung

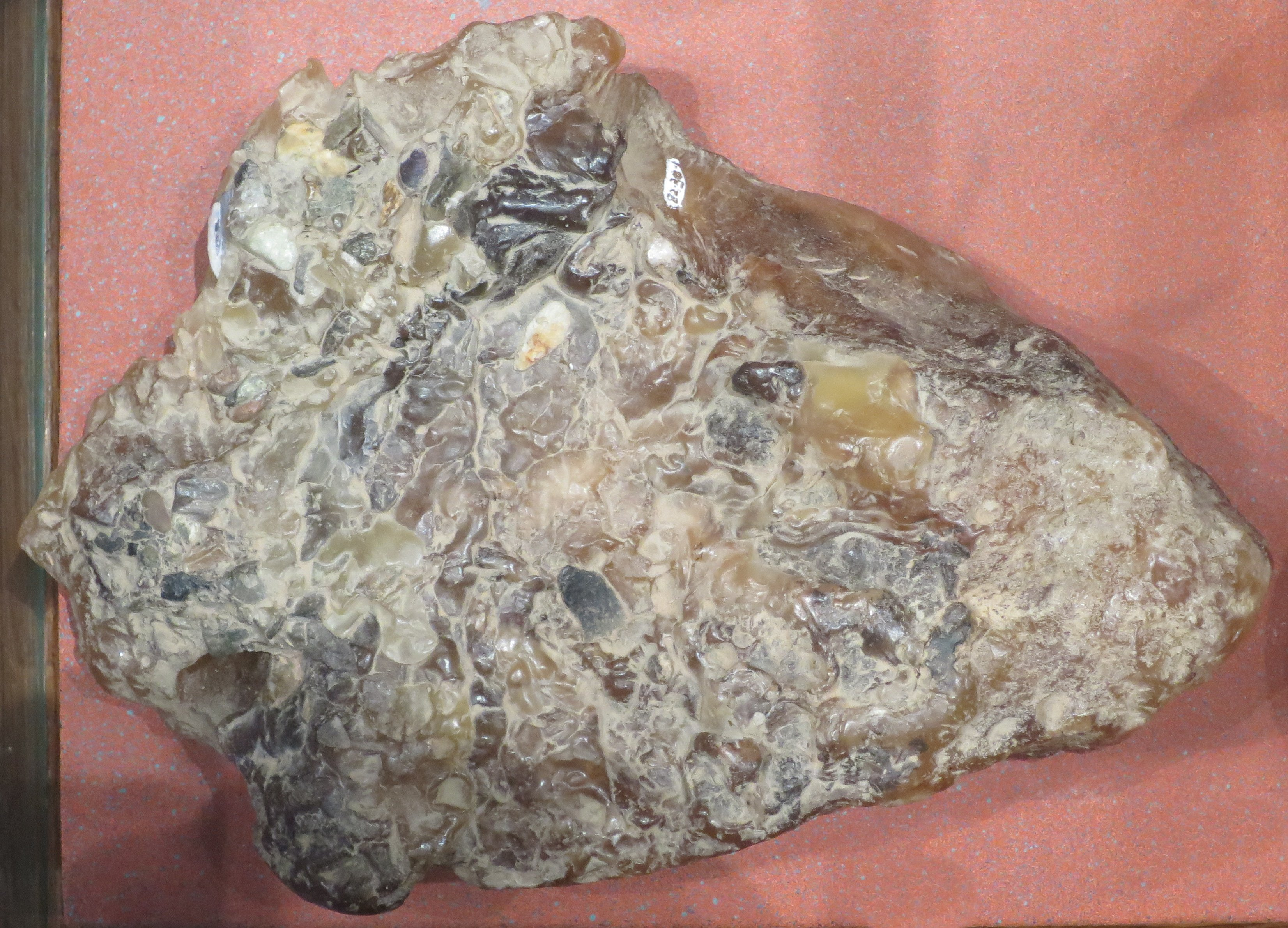
Ambra eines Pottwals, gefunden in der Nordsee

Ambra entsteht bei der Nahrungsaufnahme von Pottwalen. Die unverdaulichen Teile wie Schnäbel oder Hornkiefer von Tintenfischen und Kraken werden in Ambra eingebettet. Im Darm einzelner Pottwale können bis zu 400 Kilogramm Ambra enthalten sein. Solche Mengen führen jedoch gehäuft zu Darmverschluss und schließlich zum Tod dieser Tiere. Über die genaue Ursache der Entstehung besteht Unklarheit. Möglicherweise liegt eine Stoffwechselkrankheit des Pottwals vor, wenn er Ambra bildet. Einer anderen Theorie zufolge dient der Stoff dem antibiotischen Wundverschluss bei Verletzungen der Darmwand. Ins Meer gelangt die Substanz durch Erbrechen, als „Kotsteine“ oder durch den natürlichen Tod der Tiere.
Ambra wird auf dem Meer treibend in Klumpen von meist bis zu 10 Kilogramm gefunden, in Einzelfällen aber auch über 100 Kilogramm. Diese Ambra-Klumpen können über Jahre bis Jahrzehnte durch die Meere treiben und finden sich als Strandgut an Küsten.

## Frühere Vorstellungen über die Entstehung

### Asien
Über die Entstehung der Ambra wurde schon im 10. Jahrhundert spekuliert. Der arabische Reisende Al-Masudi gab Berichte von Händlern und Seeleuten wieder, die behaupteten, Ambra wachse wie Pilze auf dem Meeresboden. Sie werde bei Stürmen aufgewirbelt und so an die Küsten gespült. Ambra komme in zwei unterschiedlichen Formen, einer weißen und einer schwarzen, vor. Al-Masudi berichtete auch davon, dass an einer Stelle der arabischen Küste am Indischen Ozean die Bewohner ihre Kamele auf die Suche nach Ambra abgerichtet hätten.
Aus Arabien stammt auch die Vorstellung, dass Ambra aus Quellen floss, die sich nahe der Meeresküste befanden. In der Märchenerzählung Tausendundeine Nacht strandete Sindbad, nachdem er Schiffbruch erlitten hatte, auf einer Wüsteninsel, auf der er eine Quelle mit stinkendem, rohem Ambra entdeckte. Die Substanz floss wie Wachs in das Meer, wo sie von riesigen Fischen erst verschluckt und dann wieder in Gestalt wohlriechender Klumpen erbrochen wurde, die an den Strand trieben.
Im Kaiserreich China bezeichnete man Ambra bis etwa 1000 n. Chr. als lung sien hiang (Lóngxiánxiāng 龍涎香), als das „Speichelparfüm der Drachen“, da man glaubte, dass die Substanz aus dem Speichel von Drachen stamme, die auf Felsen am Rande des Meeres schliefen. Im Orient ist Ambra noch heute unter diesem Namen bekannt.

### Europa
Im antiken Griechenland, wo Ambra wegen seiner angeblich die Alkoholwirkung verstärkenden Eigenschaft Wein beigemischt wurde, nahm man eine Quelle in Meeresnähe als Ursprungsort der Ambra an.
In weiten Teilen des antiken und frühmittelalterlichen Europa nahm man an, dass echter Bernstein und Ambra gleichen oder zumindest ähnlichen Ursprungs seien. Vermutlich geht diese Vorstellung auf die Übereinstimmungen dieser beiden Substanzen im Wohlgeruch, der Seltenheit und des Wertes sowie im äußeren Erscheinungsbild und des Vorkommens (an Meeresküsten) zurück. Allerdings wird schon in frühen Chroniken ein Unterschied zwischen Ambra und Bernstein erwähnt. Ambra wurde danach entweder als Sperma von Fischen oder Walen angesehen, als Kot unbekannter Seevögel (vermutlich aus einer fehlerhaften Deutung der in der Ambra enthaltenen Tintenfischschnäbel) oder als große Bienenstöcke aus Küstengebieten.
Marco Polo kannte bereits die Herkunft von Ambra aus dem Magen von Walen. Er berichtete, dass die Bewohner der Insel Sokotra, die nahe dem Horn von Afrika liegt, mit großen Mengen Ambra handelten. Laut seinem Bericht zogen sie die Kadaver von verendeten Walen an Land, um Ambra aus dem Magen zu holen und „Öl“ aus dem Kopf zu gewinnen.
Johannes Hartlieb gab in seinem Kräuterbuch (Entstehung zwischen 1435 und 1450) an, dass Ambra auf dem Meeresboden wachse und dort durch Wasserturbulenzen von Walen losgelöst werde. Dies entsprach Al-Masudis Theorie über die Herkunft der Ambra, die im 16. Jahrhundert auch von Adam Lonitzer vertreten wurde.
1574 folgerte der flämische Botaniker Carolus Clusius als erster aus Einschlüssen von Tintenfischschnäbeln im Ambra, dass dieses aus dem Verdauungstrakt von Walen stammt. Dies blieb aber lange Zeit wenig beachtet. Erst später, als man bei der Schlachtung von Pottwalen frische Ambra im Darm einzelner Tiere entdeckte, wurde Clusius’ Aussage bestätigt.
Der Schiffsarzt Exquemelin deutete Ambra noch im 17. Jahrhundert als Wachs von Wildbienen: „In diesen Landschaften gibt es ja auch viele Bienen, die an den Waldbäumen ihren Honig machen, und so passiert es denn nicht selten, dass durch heftige Stürme das Wachs zusamt dem an den Bäumen hängenden Honig dem Meere zugetrieben wird. […] Was wohl recht glaubhaft ist, denn dieses Ambra ist, wenn man es findet, noch weich und riecht wie Wachs.“

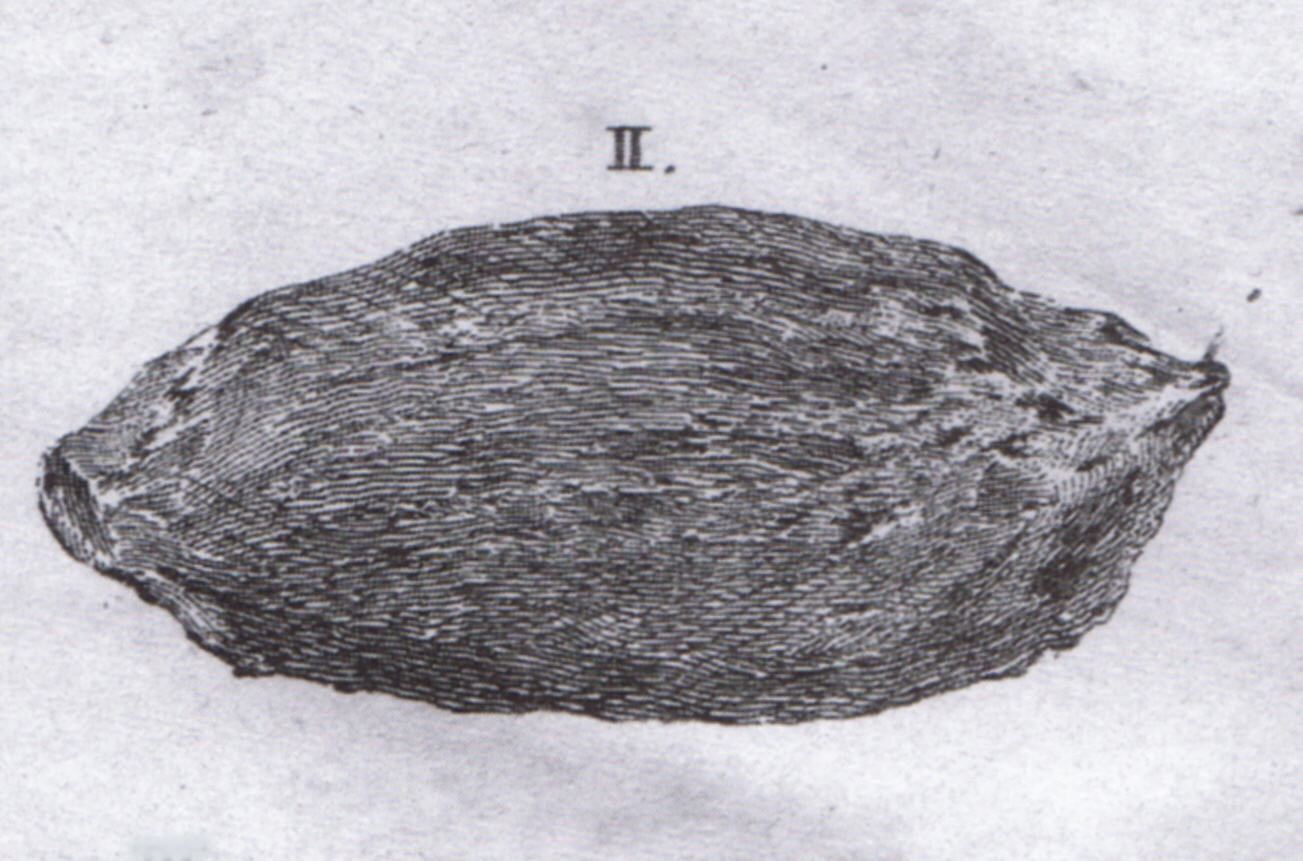
Historische Zeichnung eines Klumpens Ambra aus dem Jahr 1753

Das 1721 in Leipzig erschienene Allgemeine Lexicon der Künste und Wissenschafften beschreibt als wahrscheinlichste Erklärung für Ambra dies als ein „Erdpech“, das durch die Flut angeschwemmt und durch Luft und Meerwasser gehärtet werde.
Im Jahre 1783 legte der Botaniker Joseph Banks der Royal Society eine Arbeit des in London lebenden österreichischen Arztes Franz Xaver Schwediauer vor, in der dieser die in Westeuropa vorherrschenden Irrtümer über Ambra und den Ursprung dieser Substanz beschrieb. Er identifizierte Ambra als ein Erzeugnis des oft unnatürlich aufgeblähten Darms kranker Pottwale und brachte die Entstehung von Ambra mit den Schnäbeln von Tintenfischen, der Hauptnahrung der Pottwale, in Verbindung.

## Eigenschaften
Ambra ist eine graue bis schwarze, mit hellgelben bis grauen Streifen oder Punkten durchsetzte, undurchsichtige, wachsartige, zähe Masse. Die Dichte beträgt etwa 0,8–0,9 g/cm³, sie ist in Wasser unlöslich, in Alkohol und Ether schwach löslich, der Schmelzpunkt liegt bei ca. 60 °C, der Siedepunkt bei etwa 100 °C.
Frische Ambra ist weiß, weich und riecht abstoßend. Erst durch den über Jahre oder Jahrzehnte währenden Kontakt mit Luft, Licht und Salzwasser erhält sie ihre feste Konsistenz und ihren angenehmen Duft.
Sie besteht zu etwa 95 % aus geruchslosen Sterinen (Epicoprosterol, Coprosterol, Coprostanone, Cholesterol) und dem ebenfalls geruchslosen Triterpenalkohol Ambrein sowie Pristan und Ketonen. Neuere Untersuchungen mit Hilfe der Kopplung der Gaschromatographie mit der Massenspektrometrie zeigen, dass ein Dichlormethan-Extrakt als Hauptkomponente Ambrein neben verschiedenen Sterinen enthielt. Die geruchsbestimmenden Inhaltsstoffe (ca. 0,5 %) werden durch Luft und Licht aus Ambrein gebildet – u. a. Ambrox und Ambrinol. Die Duftnote der bereits früh geschätzten Duftdroge wird als holzig, trocken, balsamisch, etwas tabakartig mit aphrodisierendem Einschlag beschrieben. Ambra bzw. ihre synthetische Form wird typischerweise als Basisnote in Duftkompositionen eingesetzt.
Die beiden französischen Chemiker Joseph Bienaimé Caventou und Pierre Joseph Pelletier waren die ersten, die Ambrein isolierten, charakterisierten und so benannten.

## Verwendung
Der grauen und schwarzen Ambra kam bei der Herstellung von Parfüm erhebliche Bedeutung zu. In Asien ist Ambra ein beliebter Räucherstoff, der schon viele Jahrhunderte vor Christus bei verschiedenen Ritualen und Zeremonien eingesetzt wurde. Im Orient wird Ambra auch als Gewürz für Nahrungsmittel und Weine und als Aphrodisiakum verwendet. Ambra wurde früher auch zur Zubereitung besonders exklusiver Speisen verwendet. In Kosmetikprodukten wird sie in der Liste der Inhaltsstoffe als AMBERGRIS TINCTURE (INCI) angegeben.
Im Mittelalter wurde Ambra als Arznei im Rahmen der Humoralpathologie verwendet. Johannes Hartlieb erläuterte in seinem Kräuterbuch, die Substanz wirke im zweiten Grade trocken und heiß. Dadurch helfe Ambra hervorragend bei allen Herzerkrankungen, es gilt als die hochst erznei zu dem herzen. Ferner wirke Ambra gegen Ohnmachten, Epilepsie und Gebärmutterhochstand. Ein aus Ambra als Hauptbestandteil zubereitetes Arzneimittel wurde als Diambra bezeichnet.
Jan Huygen van Linschoten schrieb in seinen Reiseberichten über die Ambra:

„[Sie wird] in vielen schönen Dingen mit Moschus, Zibet, Benzoin und anderen süßen Sachen gemischt verwendet, und aus den Mischungen werden schöne Äpfel und Birnen hergestellt und in Silber und Gold gefasst, welche die Leute [in den Händen] tragen, um daran zu riechen.“

Adam Lonitzer gab in seinem Kreüterbuch mit folgenden Worten eine Ersatzrezeptur für echte Ambra an:

„… Ambra factitia, das ist … gemachte Ambra, so an statt der natürlichen Ambrae bey vielen (doch viel geringer an Krafft) wird gebraucht, wird von Muscatnuß, … Nägelin, Spicanardi, Bisem und Rosenwasser gemacht und zu einer Massa … bereitet. Etliche bereiten ihn auf eine andere Weiß, doch muß allwegen Bisem oder Zibett darbey seyn.“

## Wert
Das im Mittelalter über arabische Vermittlung in Europa als Arzneimittel eingeführte Ambra war teuer und wurde gelegentlich verfälscht (etwa mit Aloeholz, Styrax, Ladanum, Moschus und Rosenwasser). Seit dem 15. Jahrhundert wurde Ambra in Europa gehandelt und mit Gold aufgewogen, wenngleich diese Funde nur in seltenen Fällen den höchsten Qualitätsansprüchen genügten. Leo Africanus schrieb im 16. Jahrhundert, dass in Fès der Preis für ein Pfund Ambra bei 60 Dukaten liege (im Vergleich dazu kostete ein Sklave 20, ein Eunuch 40 und ein Kamel 50 Dukaten). Damit war es eine sehr kostbare Substanz.
Aufgrund der Synthetisierung dieser Substanz und des Handelsverbots von Pottwalprodukten gemäß dem Washingtoner Artenschutz-Übereinkommen wird natürliches Ambra heute nicht mehr benötigt. Für angespülte Fundstücke werden jedoch nach wie vor hohe Summen gezahlt, die je nach Qualität pro Kilogramm auch im fünfstelligen Eurobereich liegen können.
Ein im Dezember 2012 vor der niederländischen Insel Texel angespülter Pottwalkadaver enthielt einen Ambrabrocken mit einem Gewicht von 83 Kilogramm im Wert von etwa 500.000 Euro. Vor der Küste Jemens wurde im April 2021 sogar ein Fundstück von 132 Kilogramm im Bauch eines verendeten Wales entdeckt und machte die glücklichen Fischer zu Millionären (Zeitwert von einem Kilogramm Ambra: ca. 80.000 €). Im Oktober 2021 fand ein Fischer im Süden Thailands einen Klotz Ambra von über 30 Kilogramm. Dessen Wert wurde auf über eine Million Euro geschätzt.
2023 wurde auf der Kanarischen Insel La Palma ein Pottwalkadaver angespült, der über 9 kg Ambra mit einem Schätzwert von 500.000 Euro enthielt.

## Ambra in der Literatur
In der Liebeslyrik wurde häufig die Ambra genannt.
In Herman Melvilles Moby-Dick heißt es:

„Wer würde wohl denken, dass die feinsten Damen und Herren sich an einem Wohlgeruch laben, den man aus den ruhmlosen Gedärmen eines kranken Pottwals holt! Und doch ist es so. Der graue Amber wird von manchen für die Ursache, von anderen für die Folge mangelhafter Verdauung gehalten, an der Wale mitunter leiden. Wie eine solche Dyspepsie zu kurieren wäre, lässt sich schwer sagen; es sei denn, man gibt dem Patienten drei, vier Bootsladungen Rhabarberpillen ein und verzieht sich dann schleunigst aus der Schusslinie […] Ich behaupte: wenn der Pottwal seine Schwanzflosse hochschleudert, verströmt er ebensoviel Wohlgeruch wie eine moschusparfümierte Dame, die in einem warmen Salon ihre Röcke rascheln lässt.“